# Hormoaning
Hormoaning è un EP della rock band Nirvana pubblicato il 5 febbraio 1992 dall'etichetta DGC per il mercato australiano e giapponese.

## Tracce
1. Turnaround (Devo) - 2:19
2. Aneurysm (Nirvana) - 4:49
3. D-7 (The Wipers) - 3:47
4. Son of a Gun (The Vaselines) - 2:29
5. Even in His Youth (Kurt Cobain) - 3:07
6. Molly's Lips (The Vaselines) - 1:51

## Formazione
- Kurt Cobain - chitarra, voce
- Krist Novoselic - basso
- Dave Grohl - batteria, cori

### Crediti
- Dale Griffin - produttore (brani 1, 3, 4 e 6)
- Mike Engles - tecnico del suono (brani 1, 3, 4 e 6)
- Fred Kay - tecnico del suono (brani 1, 3, 4 e 6)
- Craig Montgomery - produttore, tecnico del suono (brani 2 e 5)
- Andy Wallace - mixaggio (brani 2 e 5)

## Posizione nelle classifiche di vendita
| Anno | Album      | Classifiche                      | Posizione |
| ---- | ---------- | -------------------------------- | --------- |
| 1992 | Hormoaning | Official Australian Album Charts | N.2       |
| 1992 | Hormoaning | Official Japanese Album Charts   | N.67      |